# Estetyka neopragmatyczna
Estetyka neopragmatyczna – nurt estetyki współczesnej, odwołujący się do osiągnięć pragmatyzmu, w tym szczególnie do prac Johna Deweya (przede wszystkim Sztuka jako doświadczenie).
Z punktu widzenia pragmatyzmu doświadczenie estetyczne i sztuka związane są z doświadczeniem harmonii życia. Jedyne kryterium, jakim można sensownie mierzyć sztukę to jej wartość dla życia, sposób, w jaki wzbogaca doświadczenie i czyni życie lepszym. Tym samym unieważnione zostają kryteria, które wypracowała XVIII i XIX-wieczna estetyka – smaku i bezinteresowności (bezinteresownej kontemplacji piękna).
Wśród wybitnych przedstawicieli estetyki neopragmatycznej należy wymienić Richarda Shustermana, który narzędzia pojęciowe wypracowane na gruncie pragmatyzmu wykorzystuje do zagadnień związanych z teoriami interpretacji, kulturą popularną i somaestetyką.

## Literatura
R.Shusterman, Estetyka pragmatyczna. Żywe piękno i refleksja nad sztuką, Wrocław 1998.